# Allium elazigense
Allium elazigense — вид квіткових рослин з підродини цибулевих, що зростає в Туреччині (східна Анатолія). За морфологічними ознаками належить до Allium subgen. Allium sect. Codonoprasum. Подібна до A. chloranthum, але відрізняється кількома морфологічними ознаками. Allium elazigense має коричневу зовнішню оболонку, зеленувато-кремову оцвітину, довгасті зовнішні листочки оцвітини та лопатоподібно-видовжені внутрішні листочки оцвітини, короткі пиляки та коротку зав'язь, вузько-напівциліндричне човноподібне насіння. Відповідно до критеріїв МСОП природоохоронний статус виду оцінюється як «під критичною загрозою зникнення» (CR).